# نيت كار
نيت كار (بالإنجليزية: Nate Carr) هو مصارع هاوي أمريكي، ولد في 24 يونيو 1960 في إيري في الولايات المتحدة.

## وصلات خارجية
- نيت كار على موقع قاعدة بيانات المصارعة الدولية (الإنجليزية)
- نيت كار على موقع أوليمبيديا (الإنجليزية)